# IC 4716
IC 4716 је спирална галаксија у сазвјежђу Паун која се налази на листи објеката дубоког неба у Индекс каталогу.
Деклинација објекта је - 56° 57' 43" а ректасцензија 18h 32m 45,0s. Привидна величина (магнитуда) објекта IC 4716 износи 15,2 а фотографска магнитуда 16,0. IC 4716 је још познат и под ознакама ESO 183-1, PGC 62013.